# Stare Juchy (gmina)
Stare Juchy est une gmina rurale du powiat de Ełk, Varmie-Mazurie, dans le nord de la Pologne. Son siège est le village de Stare Juchy, qui se situe environ 17 km au nord-ouest d'Ełk et 111 km à l'est de la capitale régionale Olsztyn.
La gmina couvre une superficie de 196,55 km2 pour une population de 4 006 habitants.

## Géographie
La gmina inclut les villages de Bałamutowo, Czerwonka, Dobra Wola, Gorło, Gorłówko, Grabnik, Jeziorowskie, Kałtki, Królowa Wola, Laśmiady, Liski, Nowe Krzywe, Olszewo, Orzechowo, Ostrów, Panistruga, Płowce, Rogale, Rogalik, Sikory Juskie, Skomack Wielki, Stare Juchy, Stare Krzywe, Szczecinowo et Zawady Ełckie.
La gmina borde les gminy de Ełk, Orzysz, Świętajno et Wydminy.